# Steel Workers Organizing Committee
Le Steel Workers Organizing Committee est une organisation syndicale américaine disparue, prédécesseur de l'United Steelworkers.
Créée en 1936 par le Congrès des organisations industrielles, il est dissous en 1942 pour former l'United Steelworkers.